# Ajša Sivka
Ajša Sivka (ur. 23 listopada 2005 w Slovenskich Konjicach) – słoweńska koszykarka, występująca na pozycji silnej skrzydłowej, reprezentantka kraju, od 2024 zawodniczka Tarbes Gespe Bigorre.
14 kwietnia 2025 została wybrana w drafcie WNBA z numerem 10 przez Chicago Sky.

## Osiągnięcia
Stan na 29 kwietnia 2025, na podstawie, o ile nie zaznaczono inaczej.

### Drużynowe
- Mistrzyni Włoch (2023)[3]
- Wicemistrzyni Włoch (2024)[4]
- 3. miejsce w Eurolidze (2023)
- Zdobywczyni:
  - Pucharu Włoch (2023, 2024)[3][4]
  - Superpucharu Włoch (2022)[3]
- Finalistka Superpucharu Włoch (2023)[4]
- Uczestniczka rozgrywek:
  - Euroligi (2022–2024)
  - Eurocup (2024/2025)

### Indywidualne
- Uczestniczka meczu gwiazd Nike Hoop Summit (2024)[5]

### Reprezentacja
Seniorska
- Uczestniczka:
  - mistrzostw Europy (2023 – 15. miejsce)
  - kwalifikacji do Eurobasketu (2023, 2025)

Młodzieżowe
- Mistrzyni Europy:
  - U–18 (2023)
  - U–18 dywizji B (2022)
- Uczestniczka:
  - mistrzostw
    - świata U–17 (2022 – 9. miejsce)
    - Europy U–20 (2024 – 5. miejsce)

  - Women’s European Challengers U–16 (2021)